# Volvo Grand Prix 1982
Il Volvo Grand Prix 1982 è una serie di tornei maschili di tennis. Esso include i 4 tornei dello Slam e tutti gli altri tornei del Grand Prix. È iniziato il 4 gennaio con il South Australian Open e si è concluso il 23 gennaio 1983 con la finale del Masters.

## Calendario

### Gennaio
| Settimana  | Torneo | Vincitore                                | Finalista                       | Semifinalisti                  | Eliminati ai quarti                                                 |
| ---------- | --- | ---------------------------------------- | ------------------------------- | ------------------------------ | ------------------------------------------------------------------- |
| 4 gennaio  | South Australian Open gennaio 1982 Adelaide, Australia Erba – 75 000 $ – S32/D16 Singolare - Doppio          | Rod Frawley 2-6 6-3 6-2                  | Lloyd Bourne                    | Steve Krulevitz John James     | Pat Cash Tim Mayotte David Carter Kim Warwick                       |
| 4 gennaio  | South Australian Open gennaio 1982 Adelaide, Australia Erba – 75 000 $ – S32/D16 Singolare - Doppio          | Mark Edmondson Kim Warwick 7-5, 4-6, 7-6 | Andrew Jarrett Jonathan Smith   | Steve Krulevitz John James     | Pat Cash Tim Mayotte David Carter Kim Warwick                       |
| 11 gennaio | Heineken Open 1982 Auckland, Nuova Zelanda Cemento – 75 000 $ – S32/D16 Singolare - Doppio                   | Tim Wilkison 6-4 6-4 6-4                 | Russell Simpson                 | Robert Van't Hof Chris Mayotte | Chris Lewis Matt Mitchell Lloyd Bourne Larry Stefanki               |
| 11 gennaio | Heineken Open 1982 Auckland, Nuova Zelanda Cemento – 75 000 $ – S32/D16 Singolare - Doppio                   | Andrew Jarrett Jonathan Smith 7-5, 7-6   | Larry Stefanki Robert Van't Hof | Robert Van't Hof Chris Mayotte | Chris Lewis Matt Mitchell Lloyd Bourne Larry Stefanki               |
| 18 gennaio | Guarujá Open 1982 Guarujá, Brasile Terra rossa – 100 000 $ – S32/D16 Singolare - Doppio                      | Van Winitsky 6-3 6-3                     | Carlos Kirmayr                  | Claudio Panatta Phil Dent      | Raúl Ramírez Marcos Hocevar Manuel Orantes Stefan Simonsson         |
| 18 gennaio | Guarujá Open 1982 Guarujá, Brasile Terra rossa – 100 000 $ – S32/D16 Singolare - Doppio                      | Kim Warwick Phil Dent 6-7, 6-2, 6-3      | Carlos Kirmayr Cássio Motta     | Claudio Panatta Phil Dent      | Raúl Ramírez Marcos Hocevar Manuel Orantes Stefan Simonsson         |
| 25 gennaio | U.S. Pro Indoor 1982 Filadelfia, Pennsylvania, USA Sintetico indoor – 300 000 $ – S32/D16 Singolare - Doppio | John McEnroe 6-3 6-3 6-1                 | Jimmy Connors                   | Vitas Gerulaitis Chip Hooper   | Sandy Mayer Kevin Curren John Sadri Andrés Gómez                    |
| 25 gennaio | U.S. Pro Indoor 1982 Filadelfia, Pennsylvania, USA Sintetico indoor – 300 000 $ – S32/D16 Singolare - Doppio | Peter Fleming John McEnroe 7–6, 6–4      | Sherwood Stewart Ferdi Taygan   | Vitas Gerulaitis Chip Hooper   | Sandy Mayer Kevin Curren John Sadri Andrés Gómez                    |
| 25 gennaio | Viña del Mar Open 1982 Viña del Mar, Cile Terra rossa – 75 000 $ – S32/D16 Singolare - Doppio                | Pedro Rebolledo 6-4 3-6 7-6              | Raúl Ramírez                    | Zoltán Kuhárszky Peter Feigl   | Kjell Johansson Jaime Fillol Christophe Roger-Vasselin Pablo Arraya |
| 25 gennaio | Viña del Mar Open 1982 Viña del Mar, Cile Terra rossa – 75 000 $ – S32/D16 Singolare - Doppio                | Manuel Orantes Raúl Ramírez abbandono    | Guillermo Aubone Ángel Giménez  | Zoltán Kuhárszky Peter Feigl   | Kjell Johansson Jaime Fillol Christophe Roger-Vasselin Pablo Arraya |

### Febbraio
| Settimana   | Torneo | Vincitore                                  | Finalista                        | Semifinalisti                  | Eliminati ai quarti                                                  |
| ----------- | --- | ------------------------------------------ | -------------------------------- | ------------------------------ | -------------------------------------------------------------------- |
| 1º febbraio | ATP Buenos Aires 1982 Buenos Aires, Argentina Terra rossa – 75 000 $ – S32/D16 Singolare - Doppio              | Guillermo Vilas 6-2 6-4                    | Alejandro Ganzábal               | Diego Pérez Paul Torre         | Zoltán Kuhárszky Florin Segărceanu Belus Prajoux Peter Feigl         |
| 1º febbraio | ATP Buenos Aires 1982 Buenos Aires, Argentina Terra rossa – 75 000 $ – S32/D16 Singolare - Doppio              | Hans Kary Zoltán Kuhárszky 7-5, 6-2        | Ángel Giménez Manuel Orantes     | Diego Pérez Paul Torre         | Zoltán Kuhárszky Florin Segărceanu Belus Prajoux Peter Feigl         |
| 1º febbraio | Denver Open 1982 Denver, Stati Uniti Sintetico indoor – 250 000 $ – S32/D16 Singolare - Doppio                 | John Sadri 4-6 6-1 6-4                     | Andrés Gómez                     | Sandy Mayer Kim Warwick        | Kevin Curren Fritz Buehning Wojciech Fibak Van Winitsky              |
| 1º febbraio | Denver Open 1982 Denver, Stati Uniti Sintetico indoor – 250 000 $ – S32/D16 Singolare - Doppio                 | Kevin Curren Steve Denton 6–4, 6–4         | Phil Dent Kim Warwick            | Sandy Mayer Kim Warwick        | Kevin Curren Fritz Buehning Wojciech Fibak Van Winitsky              |
| 8 febbraio  | Caracas Open 1982 Caracas, Venezuela, Cemento – 75 000 $ – S32/D16 Singolare - Doppio                          | Raúl Ramírez 4-6 7-6 6-3                   | Zoltán Kuhárszky                 | Eddie Dibbs Eric Fromm         | Christophe Roger-Vasselin Freddie Sauer Mike Brunnberg David Siegler |
| 8 febbraio  | Caracas Open 1982 Caracas, Venezuela, Cemento – 75 000 $ – S32/D16 Singolare - Doppio                          | Steve Meister Craig Wittus 6–7, 7–6, 6–4   | Eric Fromm Cary Leeds            | Eddie Dibbs Eric Fromm         | Christophe Roger-Vasselin Freddie Sauer Mike Brunnberg David Siegler |
| 8 febbraio  | U.S. Indoor National Championships 1982 Memphis, USA Sintetico indoor – 225 000 $ – S64/D32 Singolare - Doppio | Johan Kriek 6-3 3-6 6-4                    | John McEnroe                     | Gene Mayer Christopher Mottram | Roscoe Tanner Kevin Curren Vitas Gerulaitis Eliot Teltscher          |
| 8 febbraio  | U.S. Indoor National Championships 1982 Memphis, USA Sintetico indoor – 225 000 $ – S64/D32 Singolare - Doppio | Kevin Curren Steve Denton 6-4, 7-5         | John McEnroe Peter Fleming       | Gene Mayer Christopher Mottram | Roscoe Tanner Kevin Curren Vitas Gerulaitis Eliot Teltscher          |
| 15 febbraio | La Quinta Classic 1982 La Quinta, Stati Uniti Cemento – 200 000 $ – S64/D32 Singolare - Doppio                 | Yannick Noah 6-4 3-6 6-2                   | Ivan Lendl                       | Raúl Ramírez Eliot Teltscher   | Victor Amaya Roscoe Tanner Phil Dent Harold Solomon                  |
| 15 febbraio | La Quinta Classic 1982 La Quinta, Stati Uniti Cemento – 200 000 $ – S64/D32 Singolare - Doppio                 | Brian Gottfried Raúl Ramírez 6–4, 3–6, 6–2 | John Lloyd Dick Stockton         | Raúl Ramírez Eliot Teltscher   | Victor Amaya Roscoe Tanner Phil Dent Harold Solomon                  |
| 22 febbraio | Cairo Open 1982 Il Cairo, Egitto Terra rossa – 75 000 $ – S32/D16 Singolare - Doppio                           | Brad Drewett 6-3 6-3                       | Claudio Panatta                  | Georges Goven Bernard Fritz    | Nduka Odizor Klaus Eberhard Peter Feigl Zoltán Kuhárszky             |
| 22 febbraio | Cairo Open 1982 Il Cairo, Egitto Terra rossa – 75 000 $ – S32/D16 Singolare - Doppio                           | Drew Gitlin Jim Gurfein 6–4, 7–5           | Heinz Günthardt Markus Günthardt | Georges Goven Bernard Fritz    | Nduka Odizor Klaus Eberhard Peter Feigl Zoltán Kuhárszky             |
| 22 febbraio | Monterrey Grand Prix 1982 Monterrey, Messico Sintetico indoor – 300 000 $ – S32/D16 Singolare - Doppio         | Jimmy Connors 6-2 3-6 6-3                  | Johan Kriek                      | Nick Saviano Fritz Buehning    | Mel Purcell Dick Stockton Chip Hooper Gene Mayer                     |
| 22 febbraio | Monterrey Grand Prix 1982 Monterrey, Messico Sintetico indoor – 300 000 $ – S32/D16 Singolare - Doppio         | Victor Amaya Hank Pfister 6-3, 6-7, 6-3    | Tracy Delatte Mel Purcell        | Nick Saviano Fritz Buehning    | Mel Purcell Dick Stockton Chip Hooper Gene Mayer                     |

### Marzo
| Settimana | Torneo | Vincitore                                   | Finalista                       | Semifinalisti                           | Eliminati ai quarti                                                 |
| --------- | --- | ------------------------------------------- | ------------------------------- | --------------------------------------- | ------------------------------------------------------------------- |
| 8 marzo   | Brussels Indoor 1982 Bruxelles, Belgio Cemento indoor – 250 000 $ – S32/D16 Singolare - Doppio            | Vitas Gerulaitis 4-6 7-6 6-2                | Mats Wilander                   | Shlomo Glickstein Jimmy Connors         | John McEnroe Brian Teacher Tim Mayotte Fritz Buehning               |
| 8 marzo   | Brussels Indoor 1982 Bruxelles, Belgio Cemento indoor – 250 000 $ – S32/D16 Singolare - Doppio            | Pavel Složil Sherwood Stewart 6–4, 6–7, 7–5 | Tracy Delatte Chris Dunk        | Shlomo Glickstein Jimmy Connors         | John McEnroe Brian Teacher Tim Mayotte Fritz Buehning               |
| 8 marzo   | ATP Linz 1982 Linz, Austria Terra rossa – 75 000 $ – S32/D16 Singolare - Doppio                           | Anders Järryd 6-4 4-6 6-4                   | José Higueras                   | Henrik Sundström Klaus Eberhard         | Hans Dieter Beutel Robert Reininger Rod Frawley Fernando Luna       |
| 8 marzo   | ATP Linz 1982 Linz, Austria Terra rossa – 75 000 $ – S32/D16 Singolare - Doppio                           | Anders Järryd Hans Simonsson 6–2, 6–0       | Rod Frawley Paul Kronk          | Henrik Sundström Klaus Eberhard         | Hans Dieter Beutel Robert Reininger Rod Frawley Fernando Luna       |
| 15 marzo  | Rotterdam Open 1982 Rotterdam, Paesi Bassi Sintetico indoor – 250 000 $ – S32/D16 Singolare - Doppio      | Guillermo Vilas 0-6 6-2 6-4                 | Jimmy Connors                   | Brian Gottfried Christopher Mottram     | Tomáš Šmíd John Sadri Chip Hooper Pavel Složil                      |
| 15 marzo  | Rotterdam Open 1982 Rotterdam, Paesi Bassi Sintetico indoor – 250 000 $ – S32/D16 Singolare - Doppio      | Mark Edmondson Sherwood Stewart 7–5, 6–2    | Fritz Buehning Kevin Curren     | Brian Gottfried Christopher Mottram     | Tomáš Šmíd John Sadri Chip Hooper Pavel Složil                      |
| 15 marzo  | Lorraine Open 1982 Metz, Francia Cemento indoor – 75 000 $ – S32/D16 Singolare - Doppio                   | Erick Iskersky 6-4 6-3                      | Steve Denton                    | Christophe Roger-Vasselin Henri Leconte | Pascal Portes Schalk Van Der Merwe Jan Gunnarsson Peter Fleming     |
| 15 marzo  | Lorraine Open 1982 Metz, Francia Cemento indoor – 75 000 $ – S32/D16 Singolare - Doppio                   | David Carter Paul Kronk 6–3, 7–6            | Matt Doyle David Siegler        | Christophe Roger-Vasselin Henri Leconte | Pascal Portes Schalk Van Der Merwe Jan Gunnarsson Peter Fleming     |
| 22 marzo  | Milan Indoor 1982 Milano, Italia Sintetico indoor – 350 000 $ – S32/D16 Singolare - Doppio                | Guillermo Vilas 6-3 6-3                     | Jimmy Connors                   | Peter McNamara Sandy Mayer              | Tomáš Šmíd Vincent Van patten Brian Teacher Mark Edmondson          |
| 22 marzo  | Milan Indoor 1982 Milano, Italia Sintetico indoor – 350 000 $ – S32/D16 Singolare - Doppio                | Heinz Günthardt Peter McNamara 7–6, 7–6     | Mark Edmondson Sherwood Stewart | Peter McNamara Sandy Mayer              | Tomáš Šmíd Vincent Van patten Brian Teacher Mark Edmondson          |
| 29 marzo  | Frankfurt Grand Prix 1982 Francoforte, Germania Sintetico indoor – 250 000 $ – S32/D16 Singolare - Doppio | Ivan Lendl 6-2 6-2                          | Peter McNamara                  | Chip Hooper Brian Gottfried             | Steve Denton Tomáš Šmíd Rod Frawley Tim Mayotte                     |
| 29 marzo  | Frankfurt Grand Prix 1982 Francoforte, Germania Sintetico indoor – 250 000 $ – S32/D16 Singolare - Doppio | Steve Denton Mark Edmondson 6–7, 6–3, 6–3   | Tony Giammalva Tim Mayotte      | Chip Hooper Brian Gottfried             | Steve Denton Tomáš Šmíd Rod Frawley Tim Mayotte                     |
| 29 marzo  | ATP Nizza 1982 Nizza, Francia Terra rossa – 75 000 $ – S32/D16 Singolare - Doppio                         | Balázs Taróczy 6-2 3-6 13-11                | Yannick Noah                    | Fernando Luna Claudio Panatta           | Ramesh Krishnan Ángel Giménez Jose Garcia Requena Jose Luis Damiani |
| 29 marzo  | ATP Nizza 1982 Nizza, Francia Terra rossa – 75 000 $ – S32/D16 Singolare - Doppio                         | Henri Leconte Yannick Noah 5-7, 6-4, 6-3    | Paul McNamee Balázs Taróczy     | Fernando Luna Claudio Panatta           | Ramesh Krishnan Ángel Giménez Jose Garcia Requena Jose Luis Damiani |

### Aprile
| Settimana | Torneo | Vincitore                                   | Finalista                       | Semifinalisti                    | Eliminati ai quarti                                       |
| --------- | --- | ------------------------------------------- | ------------------------------- | -------------------------------- | --------------------------------------------------------- |
| 5 aprile  | Monte Carlo Open 1982 Monte Carlo, Monaco Terra rossa – 300 000 $ – S32/D16 Singolare - Doppio                       | Guillermo Vilas 6-1 7-6 6-3                 | Ivan Lendl                      | Yannick Noah José Luis Clerc     | Balázs Taróczy Björn Borg Manuel Orantes Pablo Arraya     |
| 5 aprile  | Monte Carlo Open 1982 Monte Carlo, Monaco Terra rossa – 300 000 $ – S32/D16 Singolare - Doppio                       | Peter McNamara Paul McNamee 6-7, 7-6, 6-3   | Mark Edmondson Sherwood Stewart | Yannick Noah José Luis Clerc     | Balázs Taróczy Björn Borg Manuel Orantes Pablo Arraya     |
| 12 aprile | Los Angeles Open 1982 Los Angeles, California, Stati Uniti Cemento – 200 000 $ – S32/D16 Singolare - Doppio          | Jimmy Connors 6-2 6-1                       | Mel Purcell                     | Victor Amaya Brian Teacher       | Tim Gullikson Marty Davis Gene Mayer Bruce Manson         |
| 12 aprile | Los Angeles Open 1982 Los Angeles, California, Stati Uniti Cemento – 200 000 $ – S32/D16 Singolare - Doppio          | Sherwood Stewart Ferdi Taygan 6-1, 6-7, 6-3 | Bruce Manson Brian Teacher      | Victor Amaya Brian Teacher       | Tim Gullikson Marty Davis Gene Mayer Bruce Manson         |
| 19 aprile | British Hard Court Championships 1982 Bournemouth, Gran Bretagna Terra rossa– 144 000 $ – S32/D16 Singolare - Doppio | Manuel Orantes 6-2 6-0                      | Ángel Giménez                   | Balázs Taróczy Jose Luis Damiani | José Higueras Pablo Arraya Thierry Tulasne Paul McNamee   |
| 19 aprile | British Hard Court Championships 1982 Bournemouth, Gran Bretagna Terra rossa– 144 000 $ – S32/D16 Singolare - Doppio | Paul McNamee Buster Mottram 3–6, 7–6, 6–3   | Henri Leconte Ilie Năstase      | Balázs Taróczy Jose Luis Damiani | José Higueras Pablo Arraya Thierry Tulasne Paul McNamee   |
| 19 aprile | Alan King Tennis Classic 1982 Las Vegas, Stati Uniti Cemento - 370 000 $ - S32/D16 Singolare - Doppio                | Jimmy Connors 5–2, ritiro                   | Gene Mayer                      | Sandy Mayer Mark Edmondson       | Steve Denton Brian Gottfried Johan Kriek Raúl Ramírez     |
| 19 aprile | Alan King Tennis Classic 1982 Las Vegas, Stati Uniti Cemento - 370 000 $ - S32/D16 Singolare - Doppio                | Sherwood Stewart Ferdi Taygan 7–6, 6–4      | Carlos Kirmayr Van Winitsky     | Sandy Mayer Mark Edmondson       | Steve Denton Brian Gottfried Johan Kriek Raúl Ramírez     |
| 26 aprile | Madrid Tennis Grand Prix 1982 Madrid, Spagna Terra rossa – 200 000 $ – S32/D16 Singolare - Doppio                    | Guillermo Vilas 6-7, 4-6, 6-0, 6-3, 6-3     | Ivan Lendl                      | Manuel Orantes Yannick Noah      | Heinz Günthardt Henri Leconte José Higueras Mats Wilander |
| 26 aprile | Madrid Tennis Grand Prix 1982 Madrid, Spagna Terra rossa – 200 000 $ – S32/D16 Singolare - Doppio                    | Pavel Složil Tomáš Šmíd 6-1, 3-6, 9-7       | Heinz Günthardt Balázs Taróczy  | Manuel Orantes Yannick Noah      | Heinz Günthardt Henri Leconte José Higueras Mats Wilander |
| 26 aprile | Tampa Open 1982 Tampa, Stati Uniti Cemento – 75 000 $ – S32/D16 Singolare - Doppio                                   | Brian Gottfried 6-7 6-2 6-4                 | Mike Estep                      | Harold Solomon Peter Rennert     | Tim Gullikson Mel Purcell Tim Mayotte Roscoe Tanner       |
| 26 aprile | Tampa Open 1982 Tampa, Stati Uniti Cemento – 75 000 $ – S32/D16 Singolare - Doppio                                   | Tim Gullikson Tom Gullikson 6–2, 6–3        | Brian Gottfried Hank Pfister    | Harold Solomon Peter Rennert     | Tim Gullikson Mel Purcell Tim Mayotte Roscoe Tanner       |

### Maggio
| Settimana | Torneo | Vincitore                                           | Finalista                          | Semifinalisti                     | Eliminati ai quarti                                                      |
| --------- | --- | --------------------------------------------------- | ---------------------------------- | --------------------------------- | ------------------------------------------------------------------------ |
| 10 maggio | ATP Firenze 1982 Firenze, Italia Terra rossa – 75 000 $ – S32/D16 Singolare - Doppio                                     | Vitas Gerulaitis 4-6 6-3 6-1                        | Stefan Simonsson                   | Marko Ostoja Gianluca Rinaldini   | José Luis Clerc Pascal Portes Sergio Casal Juan Avendaño                 |
| 10 maggio | ATP Firenze 1982 Firenze, Italia Terra rossa – 75 000 $ – S32/D16 Singolare - Doppio                                     | Paolo Bertolucci Adriano Panatta 7-6, 6-1           | Sammy Giammalva Jr. Tony Giammalva | Marko Ostoja Gianluca Rinaldini   | José Luis Clerc Pascal Portes Sergio Casal Juan Avendaño                 |
| 10 maggio | ATP German Open 1982 Amburgo, Germania dell'Ovest Terra rossa – 250 000 $ – S64/D32 Singolare - Doppio                   | José Higueras 4-6, 6-7, 7-6, 6-3, 7-6               | Peter McNamara                     | Andrés Gómez Gene Mayer           | Jimmy Connors Christopher Mottram Tomáš Šmíd Mats Wilander               |
| 10 maggio | ATP German Open 1982 Amburgo, Germania dell'Ovest Terra rossa – 250 000 $ – S64/D32 Singolare - Doppio                   | Pavel Složil Tomáš Šmíd 6-4, 6-3                    | Anders Järryd Hans Simonsson       | Andrés Gómez Gene Mayer           | Jimmy Connors Christopher Mottram Tomáš Šmíd Mats Wilander               |
| 17 maggio | Internazionali di Tennis di Baviera 1982 Monaco di Baviera, Germania Terra rossa – 75 000 $ – S32/D16 Singolare - Doppio | Gene Mayer 3-6 6-3 6-2                              | Peter Elter                        | Damir Keretić Jose Garcia Requena | Shlomo Glickstein Chip Hooper Christophe Roger-Vasselin José López Maeso |
| 17 maggio | Internazionali di Tennis di Baviera 1982 Monaco di Baviera, Germania Terra rossa – 75 000 $ – S32/D16 Singolare - Doppio | Chip Hooper Mel Purcell 6-4, 7-6                    | Tian Viljoen Danie Visser          | Damir Keretić Jose Garcia Requena | Shlomo Glickstein Chip Hooper Christophe Roger-Vasselin José López Maeso |
| 17 maggio | Internazionali d'Italia 1982 Roma, Italia Terra rossa – 300 000 $ – S64/D32 Singolare - Doppio                           | Andrés Gómez 6-2 6-3 6-2                            | Eliot Teltscher                    | Mats Wilander Pablo Arraya        | Tomáš Šmíd José Higueras Eddie Dibbs Wojciech Fibak                      |
| 17 maggio | Internazionali d'Italia 1982 Roma, Italia Terra rossa – 300 000 $ – S64/D32 Singolare - Doppio                           | Heinz Günthardt Balázs Taróczy 6–4, 4–6, 6–3        | Wojciech Fibak John Fitzgerald     | Mats Wilander Pablo Arraya        | Tomáš Šmíd José Higueras Eddie Dibbs Wojciech Fibak                      |
| 24 maggio | Open di Francia 1982 Parigi, Francia Grande Slam Terra rossa Singolare - Doppio - Doppio misto                           | Mats Wilander 1–6, 7–6(6), 6–0, 6–4                 | Guillermo Vilas                    | José Higueras José Luis Clerc     | Jimmy Connors Yannick Noah Peter McNamara Vitas Gerulaitis               |
| 24 maggio | Open di Francia 1982 Parigi, Francia Grande Slam Terra rossa Singolare - Doppio - Doppio misto                           | Sherwood Stewart Ferdi Taygan 7–5, 6–3, 1–1, ritiro | Hans Gildemeister Belus Prajoux    | José Higueras José Luis Clerc     | Jimmy Connors Yannick Noah Peter McNamara Vitas Gerulaitis               |
| 24 maggio | Open di Francia 1982 Parigi, Francia Grande Slam Terra rossa Singolare - Doppio - Doppio misto                           | Doppio misto: Wendy Turnbull John Lloyd 6–2, 7–6    | Cláudia Monteiro Cássio Motta      | José Higueras José Luis Clerc     | Jimmy Connors Yannick Noah Peter McNamara Vitas Gerulaitis               |

### Giugno
| Settimana | Torneo                                                                                              | Vincitore                                           | Finalista                    | Semifinalisti               | Eliminati ai quarti                                                    |
| --------- | --------------------------------------------------------------------------------------------------- | --------------------------------------------------- | ---------------------------- | --------------------------- | ---------------------------------------------------------------------- |
| 7 giugno  | Queen's Club Championships 1982 Londra, Gran Bretagna Erba – 172 000 $ – S64/D32 Singolare - Doppio | Jimmy Connors 7-5 6-3                               | John McEnroe                 | Chris Lewis Kevin Curren    | Chip Hooper Fritz Buehning Brian Gottfried Mark Edmondson              |
| 7 giugno  | Queen's Club Championships 1982 Londra, Gran Bretagna Erba – 172 000 $ – S64/D32 Singolare - Doppio | John McEnroe Peter Rennert 7–6, 7–5                 | Victor Amaya Hank Pfister    | Chris Lewis Kevin Curren    | Chip Hooper Fritz Buehning Brian Gottfried Mark Edmondson              |
| 7 giugno  | ATP Venezia 1982 Venezia, Italia Terra rossa – 75 000 $ – S32/D16 Singolare - Doppio                | José Luis Clerc 7-6 6-1                             | Peter McNamara               | Jimmy Brown Pender Murphy   | Alejandro Ganzábal Steve Krulevitz Florin Segărceanu Alejandro Pierola |
| 7 giugno  | ATP Venezia 1982 Venezia, Italia Terra rossa – 75 000 $ – S32/D16 Singolare - Doppio                | Carlos Kirmayr Cássio Motta 6–4, 6–2                | José Luis Clerc Ilie Năstase | Jimmy Brown Pender Murphy   | Alejandro Ganzábal Steve Krulevitz Florin Segărceanu Alejandro Pierola |
| 14 giugno | Bristol Open 1982 Bristol, Gran Bretagna Erba – 100 000 $ – S32/D16 Singolare - Doppio              | John Alexander 6-3 6-4                              | Tim Mayotte                  | Russell Simpson Marty Davis | José López Maeso João Soares Jonathan Smith Matt Doyle                 |
| 14 giugno | Bristol Open 1982 Bristol, Gran Bretagna Erba – 100 000 $ – S32/D16 Singolare - Doppio              | Tim Gullikson Tom Gullikson 6–4, 7–6                | Mark Edmondson Kim Warwick   | Russell Simpson Marty Davis | José López Maeso João Soares Jonathan Smith Matt Doyle                 |
| 21 giugno | Torneo di Wimbledon 1982 Wimbledon, Gran Bretagna Grande Slam Erba Singolare - Doppio - Misto       | Jimmy Connors 3–6, 6–3, 6(2)–7, 7–6(5), 6–4         | John McEnroe                 | Tim Mayotte Mark Edmondson  | Johan Kriek Brian Teacher Vitas Gerulaitis Gene Mayer                  |
| 21 giugno | Torneo di Wimbledon 1982 Wimbledon, Gran Bretagna Grande Slam Erba Singolare - Doppio - Misto       | Peter McNamara Paul McNamee 6-3, 6-2                | Peter Fleming John McEnroe   | Tim Mayotte Mark Edmondson  | Johan Kriek Brian Teacher Vitas Gerulaitis Gene Mayer                  |
| 21 giugno | Torneo di Wimbledon 1982 Wimbledon, Gran Bretagna Grande Slam Erba Singolare - Doppio - Misto       | Doppio misto: Anne Smith Kevin Curren 2-6, 6-3, 7-5 | Wendy Turnbull John Lloyd    | Tim Mayotte Mark Edmondson  | Johan Kriek Brian Teacher Vitas Gerulaitis Gene Mayer                  |

### Luglio
| Settimana | Torneo | Vincitore                                  | Finalista                          | Semifinalisti                   | Eliminati ai quarti                                                     |
| --------- | --- | ------------------------------------------ | ---------------------------------- | ------------------------------- | ----------------------------------------------------------------------- |
| 5 luglio  | Swiss Open Gstaad 1982 Gstaad, Svizzera Terra rossa – 100 000 $ – S32/D16 Singolare - Doppio                               | José Luis Clerc 6-1 6-3 6-2                | Guillermo Vilas                    | Bill Scanlon Marcos Hocevar     | Heinz Günthardt Víctor Pecci Sandy Mayer Peter Elter                    |
| 5 luglio  | Swiss Open Gstaad 1982 Gstaad, Svizzera Terra rossa – 100 000 $ – S32/D16 Singolare - Doppio                               | Sandy Mayer Ferdi Taygan 6-2, 6-3          | Heinz Günthardt Markus Günthardt   | Bill Scanlon Marcos Hocevar     | Heinz Günthardt Víctor Pecci Sandy Mayer Peter Elter                    |
| 5 luglio  | Hall of Fame Tennis Championships 1982 Newport, USA Erba – 100 000 $ – S32/D16 Singolare - Doppio                          | Hank Pfister 6-1 7-5                       | Mike Estep                         | Nduka Odizor Brad Drewett       | Jay Lapidus Danie Visser John Sadri Scott McCain                        |
| 5 luglio  | Hall of Fame Tennis Championships 1982 Newport, USA Erba – 100 000 $ – S32/D16 Singolare - Doppio                          | Andy Andrews John Sadri 3-6, 7-6, 7-5      | Syd Ball Rod Frawley               | Nduka Odizor Brad Drewett       | Jay Lapidus Danie Visser John Sadri Scott McCain                        |
| 5 luglio  | Swedish Open 1982 Båstad, Svezia Terra rossa – 75 000 $ – S32/D16 Singolare - Doppio                                       | Mats Wilander 6-4 6-4                      | Henrik Sundström                   | Gustavo Tiberti Thomas Högstedt | José López Maeso Carl Axel Hageskog Alejandro Cortes Bruce Derlin       |
| 5 luglio  | Swedish Open 1982 Båstad, Svezia Terra rossa – 75 000 $ – S32/D16 Singolare - Doppio                                       | Anders Järryd Hans Simonsson 0-6, 6-3, 7-6 | Joakim Nyström Mats Wilander       | Gustavo Tiberti Thomas Högstedt | José López Maeso Carl Axel Hageskog Alejandro Cortes Bruce Derlin       |
| 12 luglio | U.S. Pro Tennis Championships 1982 Boston, Massachusetts, Stati Uniti Terra rossa – 200 000 $ – S64/D32 Singolare - Doppio | Guillermo Vilas 6-4 6-0                    | Mel Purcell                        | Yannick Noah Fernando Luna      | Eric Fromm John Alexander Alejandro Ganzábal Ivan Lendl                 |
| 12 luglio | U.S. Pro Tennis Championships 1982 Boston, Massachusetts, Stati Uniti Terra rossa – 200 000 $ – S64/D32 Singolare - Doppio | Craig Wittus Steve Meister 6-2, 6-3        | Freddie Sauer Schalk Van Der Merwe | Yannick Noah Fernando Luna      | Eric Fromm John Alexander Alejandro Ganzábal Ivan Lendl                 |
| 12 luglio | Mercedes Cup 1982 Stoccarda, Germania Terra rossa – 75 000 $ – S32/D16 Singolare - Doppio                                  | Ramesh Krishnan 5-7, 6-3, 6-3, 7-6         | Sandy Mayer                        | Peter Elter Uli Pinner          | Marko Ostoja Marcos Hocevar Chris Lewis Florin Segărceanu               |
| 12 luglio | Mercedes Cup 1982 Stoccarda, Germania Terra rossa – 75 000 $ – S32/D16 Singolare - Doppio                                  | Mark Edmondson Brian Teacher 6-3, 6-1      | Andreas Maurer Wolfgang Popp       | Peter Elter Uli Pinner          | Marko Ostoja Marcos Hocevar Chris Lewis Florin Segărceanu               |
| 12 luglio | Dutch Open 1982 Hilversum, Paesi Bassi Terra rossa – 75 000 $ – S32/D16 Singolare - Doppio                                 | Balázs Taróczy 7-6 6-7 6-3 7-6             | Buster Mottram                     | Brian Teacher Henrik Sundström  | José López Maeso Ilie Năstase Heinz Günthardt Carlos Castellan          |
| 12 luglio | Dutch Open 1982 Hilversum, Paesi Bassi Terra rossa – 75 000 $ – S32/D16 Singolare - Doppio                                 | Jan Kodeš Tomáš Šmíd 7-6 6-4               | Heinz Günthardt Balázs Taróczy     | Brian Teacher Henrik Sundström  | José López Maeso Ilie Năstase Heinz Günthardt Carlos Castellan          |
| 19 luglio | Austrian Open 1982 Kitzbühel, Austria Terra rossa – 100 000 $ – S64/D32 Singolare - Doppio                                 | Guillermo Vilas 7-6 6-1                    | Marcos Hocevar                     | José Higueras Pavel Složil      | Christophe Roger-Vasselin Corrado Barazzutti David Carter Jeff Borowiak |
| 19 luglio | Austrian Open 1982 Kitzbühel, Austria Terra rossa – 100 000 $ – S64/D32 Singolare - Doppio                                 | Mark Edmondson Kim Warwick 7-6, 6-1        | Rod Frawley Pavel Složil           | José Higueras Pavel Složil      | Christophe Roger-Vasselin Corrado Barazzutti David Carter Jeff Borowiak |
| 19 luglio | Washington Open 1982 Washington, Stati Uniti Terra rossa – 240 000 $ – S64/D32 Singolare - Doppio                          | Ivan Lendl 6-3 6-3                         | Jimmy Arias                        | Yannick Noah José Luis Clerc    | Rodney Harmon Van Winitsky Eric Fromm Bernard Fritz                     |
| 19 luglio | Washington Open 1982 Washington, Stati Uniti Terra rossa – 240 000 $ – S64/D32 Singolare - Doppio                          | Raúl Ramírez Van Winitsky 7-5, 7-6         | Hans Gildemeister Andrés Gómez     | Yannick Noah José Luis Clerc    | Rodney Harmon Van Winitsky Eric Fromm Bernard Fritz                     |
| 26 luglio | ATP Volvo International 1982 North Conway, Stati Uniti Terra rossa – 200 000 $ – S64/D32 Singolare - Doppio                | Ivan Lendl 6-3 6-2                         | José Higueras                      | Peter McNamara José Luis Clerc  | Víctor Pecci Mel Purcell Fernando Luna Balázs Taróczy                   |
| 26 luglio | ATP Volvo International 1982 North Conway, Stati Uniti Terra rossa – 200 000 $ – S64/D32 Singolare - Doppio                | Sherwood Stewart Ferdi Taygan 6–2, 7–6(3)  | Pablo Arraya Eric Fromm            | Peter McNamara José Luis Clerc  | Víctor Pecci Mel Purcell Fernando Luna Balázs Taróczy                   |
| 26 luglio | South Orange Open 1982 South Orange, Stati Uniti Terra rossa – 125 000 $ – S32/D16 Singolare - Doppio                      | Yannick Noah 6-3 7-6                       | Raúl Ramírez                       | Shlomo Glickstein Mike Cahill   | Jimmy Arias Mario Martínez Dick Stockton Jay Lapidus                    |
| 26 luglio | South Orange Open 1982 South Orange, Stati Uniti Terra rossa – 125 000 $ – S32/D16 Singolare - Doppio                      | Raúl Ramírez Van Winitsky 3–6, 6–4, 6–1    | Jai Di Louie Blaine Willenborg     | Shlomo Glickstein Mike Cahill   | Jimmy Arias Mario Martínez Dick Stockton Jay Lapidus                    |

### Agosto
| Settimana | Torneo | Vincitore                                           | Finalista                       | Semifinalisti                  | Eliminati ai quarti                                         |
| --------- | --- | --------------------------------------------------- | ------------------------------- | ------------------------------ | ----------------------------------------------------------- |
| 2 agosto  | Columbus Open 1982 Columbus, Stati Uniti Cemento – 100 000 $ – S32/D16 Singolare - Doppio                                | Jimmy Connors 7-5 6-0                               | Brian Gottfried                 | Chip Hooper Bruce Manson       | Hank Pfister Harold Solomon Nick Saviano Steve Denton       |
| 2 agosto  | Columbus Open 1982 Columbus, Stati Uniti Cemento – 100 000 $ – S32/D16 Singolare - Doppio                                | Tim Gullikson Bernard Mitton 4–6, 6–1, 6–4          | Victor Amaya Hank Pfister       | Chip Hooper Bruce Manson       | Hank Pfister Harold Solomon Nick Saviano Steve Denton       |
| 2 agosto  | U.S. Men's Clay Court Championships 1982 Indianapolis, Indiana, USA Terra rossa – 200 000 $ – S64/D32 Singolare - Doppio | José Higueras 7-5 5-7 6-3                           | Jimmy Arias                     | Hans Simonsson José Luis Clerc | Andrés Gómez Hans Gildemeister Pablo Arraya Mel Purcell     |
| 2 agosto  | U.S. Men's Clay Court Championships 1982 Indianapolis, Indiana, USA Terra rossa – 200 000 $ – S64/D32 Singolare - Doppio | Sherwood Stewart Ferdi Taygan 6-4, 7-5              | Robbie Venter Blaine Willenborg | Hans Simonsson José Luis Clerc | Andrés Gómez Hans Gildemeister Pablo Arraya Mel Purcell     |
| 9 agosto  | ATP Cleveland 1982 Cleveland, Stati Uniti Cemento – 75 000 $ – S32/D16 Singolare - Doppio                                | Sandy Mayer 7-5 6-3                                 | Robert Van't Hof                | Tim Wilkison Scott Davis       | David Siegler Andy Kohlberg Hank Pfister Victor Amaya       |
| 9 agosto  | ATP Cleveland 1982 Cleveland, Stati Uniti Cemento – 75 000 $ – S32/D16 Singolare - Doppio                                | Victor Amaya Hank Pfister 6–4, 7–6                  | Matt Mitchell Craig Wittus      | Tim Wilkison Scott Davis       | David Siegler Andy Kohlberg Hank Pfister Victor Amaya       |
| 9 agosto  | Canada Open 1982 Toronto, Canada Cemento – 300 000 $ – S64/D32 Singolare - Doppio                                        | Vitas Gerulaitis 4-6 6-1 6-3                        | Ivan Lendl                      | John McEnroe Jimmy Connors     | Henri Leconte Shlomo Glickstein Steve Denton Lloyd Bourne   |
| 9 agosto  | Canada Open 1982 Toronto, Canada Cemento – 300 000 $ – S64/D32 Singolare - Doppio                                        | Steve Denton Mark Edmondson 6–7, 7-5, 6-2           | Peter Fleming John McEnroe      | John McEnroe Jimmy Connors     | Henri Leconte Shlomo Glickstein Steve Denton Lloyd Bourne   |
| 15 agosto | Cincinnati Open 1982 Cincinnati, Stati Uniti Cemento – 300 000 $ – S64/D32 Singolare - Doppio                            | Ivan Lendl 6-2 7-6                                  | Steve Denton                    | John McEnroe Jimmy Connors     | Guy Forget Vitas Gerulaitis Gene Mayer Brian Gottfried      |
| 15 agosto | Cincinnati Open 1982 Cincinnati, Stati Uniti Cemento – 300 000 $ – S64/D32 Singolare - Doppio                            | Peter Fleming John McEnroe 6-2, 6-3                 | Steve Denton Mark Edmondson     | John McEnroe Jimmy Connors     | Guy Forget Vitas Gerulaitis Gene Mayer Brian Gottfried      |
| 15 agosto | Stowe Open 1982 Stowe, Stati Uniti Cemento – 75 000 $ – S32/D16 Singolare - Doppio                                       | Jay Lapidus 6-4 6-2                                 | Eric Fromm                      | Terry Moor Tom Gullikson       | Freddie Sauer Rodney Harmon Robert Van't Hof John Alexander |
| 15 agosto | Stowe Open 1982 Stowe, Stati Uniti Cemento – 75 000 $ – S32/D16 Singolare - Doppio                                       | Andy Andrews John Sadri 6–3, 6–4                    | Mike Fishbach Eric Fromm        | Terry Moor Tom Gullikson       | Freddie Sauer Rodney Harmon Robert Van't Hof John Alexander |
| 30 agosto | US Open 1982 New York, Stati Uniti Grande Slam Cemento - 128S/64D Singolare - Doppio - Doppio misto                      | Jimmy Connors 6-3 6-2 4-6 6-4                       | Ivan Lendl                      | John McEnroe Guillermo Vilas   | Gene Mayer Kim Warwick Tom Gullikson Rodney Harmon          |
| 30 agosto | US Open 1982 New York, Stati Uniti Grande Slam Cemento - 128S/64D Singolare - Doppio - Doppio misto                      | Kevin Curren Steve Denton 6-2, 6-7, 5-7, 6-2, 6-4   | Victor Amaya Hank Pfister       | John McEnroe Guillermo Vilas   | Gene Mayer Kim Warwick Tom Gullikson Rodney Harmon          |
| 30 agosto | US Open 1982 New York, Stati Uniti Grande Slam Cemento - 128S/64D Singolare - Doppio - Doppio misto                      | Doppio misto: Anne Smith Kevin Curren 6-7, 7-6, 7-6 | Barbara Potter Ferdi Taygan     | John McEnroe Guillermo Vilas   | Gene Mayer Kim Warwick Tom Gullikson Rodney Harmon          |

### Settembre
| Settimana    | Torneo | Vincitore                                     | Finalista                         | Semifinalisti                   | Eliminati ai quarti                                            |
| ------------ | --- | --------------------------------------------- | --------------------------------- | ------------------------------- | -------------------------------------------------------------- |
| 13 settembre | Campionati Internazionali di Sicilia 1982 Palermo, Italia Terra rossa – 75 000 $ – S32/D16 Singolare - Doppio             | Mario Martínez 6-4 7-5                        | John Alexander                    | Jimmy Brown Balázs Taróczy      | Jose Garcia Requena Diego Pérez Fernando Luna Pablo Arraya     |
| 13 settembre | Campionati Internazionali di Sicilia 1982 Palermo, Italia Terra rossa – 75 000 $ – S32/D16 Singolare - Doppio             | Gianni Marchetti Enzo Vattuone 6-4, 6-7, 6-3  | José Luis Damiani Diego Pérez     | Jimmy Brown Balázs Taróczy      | Jose Garcia Requena Diego Pérez Fernando Luna Pablo Arraya     |
| 13 settembre | ATP World of Doubles 1982 Sawgrass, Stati Uniti Terra rossa – 200 000 $ – D32 Doppio                                      | Brian Gottfried Raúl Ramírez Walkover         | Mark Edmondson Kim Warwick        |                                 |                                                                |
| 20 settembre | ATP Bordeaux 1982 Bordeaux, Francia Terra rossa – 75 000 $ – S32/D16 Singolare - Doppio                                   | Hans Gildemeister 7-5 6-1                     | Pablo Arraya                      | Diego Pérez Chris Lewis         | Andrés Gómez Fernando Luna Loic Courteau Hans Simonsson        |
| 20 settembre | ATP Bordeaux 1982 Bordeaux, Francia Terra rossa – 75 000 $ – S32/D16 Singolare - Doppio                                   | Hans Gildemeister Andrés Gómez 6-4, 6-2       | Anders Järryd Hans Simonsson      | Diego Pérez Chris Lewis         | Andrés Gómez Fernando Luna Loic Courteau Hans Simonsson        |
| 20 settembre | Geneva Open 1982 Ginevra, Svizzera Terra rossa – 75 000 $ – S32/D16 Singolare - Doppio                                    | Mats Wilander 7-5 4-6 6-4                     | Tomáš Šmíd                        | Vitas Gerulaitis Damir Keretić  | Jairo Velasco, Sr. Claudio Panatta Jim Gurfein Thierry Tulasne |
| 20 settembre | Geneva Open 1982 Ginevra, Svizzera Terra rossa – 75 000 $ – S32/D16 Singolare - Doppio                                    | Pavel Složil Tomáš Šmíd 6–4, 6–0              | Carl Limberger Mike Myburg        | Vitas Gerulaitis Damir Keretić  | Jairo Velasco, Sr. Claudio Panatta Jim Gurfein Thierry Tulasne |
| 20 settembre | Pacific Coast Championships 1982 San Francisco, California, USA Sintetico indoor – 250 000 $ – S32/D16 Singolare - Doppio | John McEnroe 6-1 6-3                          | Jimmy Connors                     | Sandy Mayer Eliot Teltscher     | Jimmy Arias Brian Teacher Tim Mayotte Johan Kriek              |
| 20 settembre | Pacific Coast Championships 1982 San Francisco, California, USA Sintetico indoor – 250 000 $ – S32/D16 Singolare - Doppio | Fritz Buehning Brian Teacher 6(5)–7, 6-2, 7-5 | Marty Davis Chris Dunk            | Sandy Mayer Eliot Teltscher     | Jimmy Arias Brian Teacher Tim Mayotte Johan Kriek              |
| 27 settembre | Hawaiian Open 1982 Maui, Hawaii, Stati Uniti Cemento – 100 000 $ – S32/D16 Singolare - Doppio                             | John Fitzgerald 6-2 6-3                       | Brian Teacher                     | Brad Gilbert Vincent Van patten | Andrew Pattison Jeff Borowiak Mike Cahill Trey Waltke          |
| 27 settembre | Hawaiian Open 1982 Maui, Hawaii, Stati Uniti Cemento – 100 000 $ – S32/D16 Singolare - Doppio                             | Mike Cahill Eliot Teltscher 6–4, 6–4          | Francisco González Bernard Mitton | Brad Gilbert Vincent Van patten | Andrew Pattison Jeff Borowiak Mike Cahill Trey Waltke          |

### Ottobre
| Settimana  | Torneo | Vincitore                                      | Finalista                         | Semifinalisti                   | Eliminati ai quarti                                         |
| ---------- | --- | ---------------------------------------------- | --------------------------------- | ------------------------------- | ----------------------------------------------------------- |
| 4 ottobre  | Torneo Godó 1982 Barcellona, Spagna Terra rossa – 175 000 $ – S64/D32 Singolare - Doppio                       | Mats Wilander 6-3 6-4 6-3                      | Guillermo Vilas                   | José Luis Clerc Marcos Hocevar  | Ivan Lendl Thierry Tulasne Hans Gildemeister Carlos Kirmayr |
| 4 ottobre  | Torneo Godó 1982 Barcellona, Spagna Terra rossa – 175 000 $ – S64/D32 Singolare - Doppio                       | Anders Järryd Hans Simonsson 6-3, 6-2          | Carlos Kirmayr Cássio Motta       | José Luis Clerc Marcos Hocevar  | Ivan Lendl Thierry Tulasne Hans Gildemeister Carlos Kirmayr |
| 4 ottobre  | Melbourne Indoor 1982 Melbourne, Australia Sintetico indoor – 100 000 $ – S32/D16 Singolare - Doppio           | Vitas Gerulaitis 2-6 6-2 6-2                   | Eliot Teltscher                   | Steve Denton Pat Cash           | Paul McNamee John Alexander David Carter Matt Mitchell      |
| 4 ottobre  | Melbourne Indoor 1982 Melbourne, Australia Sintetico indoor – 100 000 $ – S32/D16 Singolare - Doppio           | Francisco González Matt Mitchell 7–6, 7–6      | Syd Ball Rod Frawley              | Steve Denton Pat Cash           | Paul McNamee John Alexander David Carter Matt Mitchell      |
| 11 ottobre | Swiss Indoors 1982 Basilea, Svizzera Cemento indoor – 100 000 $ – S32/D16 Singolare - Doppio                   | Yannick Noah 6-4 6-2 6-3                       | Mats Wilander                     | Jay Lapidus Thomas Högstedt     | Víctor Pecci Matt Doyle Ramesh Krishnan Henri Leconte       |
| 11 ottobre | Swiss Indoors 1982 Basilea, Svizzera Cemento indoor – 100 000 $ – S32/D16 Singolare - Doppio                   | Henri Leconte Yannick Noah 6-2, 6-2            | Fritz Buehning Pavel Složil       | Jay Lapidus Thomas Högstedt     | Víctor Pecci Matt Doyle Ramesh Krishnan Henri Leconte       |
| 11 ottobre | Australian Indoor Championships 1982 Sydney, Australia Cemento indoor – 200 000 $ – S32/D16 Singolare - Doppio | John McEnroe 6-4 6-1 6-4                       | Gene Mayer                        | Jimmy Connors Steve Denton      | Eliot Teltscher John Alexander Brad Gilbert Peter McNamara  |
| 11 ottobre | Australian Indoor Championships 1982 Sydney, Australia Cemento indoor – 200 000 $ – S32/D16 Singolare - Doppio | John McEnroe Peter Rennert 6–3, 7–6            | Steve Denton Mark Edmondson       | Jimmy Connors Steve Denton      | Eliot Teltscher John Alexander Brad Gilbert Peter McNamara  |
| 18 ottobre | Japan Open Tennis Championships 1982 Tokyo, Giappone Terra rossa – 125 000 $ – S32/D16 Singolare - Doppio      | Jimmy Arias 6-2 2-6 6-4                        | Dominique Bedel                   | Francisco González Sashi Menon  | Gianni Ocleppo Andy Andrews Charles Strode Glenn Michibata  |
| 18 ottobre | Japan Open Tennis Championships 1982 Tokyo, Giappone Terra rossa – 125 000 $ – S32/D16 Singolare - Doppio      | Sherwood Stewart Ferdi Taygan 6-1, 3-6, 7-6    | Tim Gullikson Tom Gullikson       | Francisco González Sashi Menon  | Gianni Ocleppo Andy Andrews Charles Strode Glenn Michibata  |
| 18 ottobre | Vienna Open 1982 Vienna, Austria Cemento indoor – 100 000 $ – S32/D16 Singolare - Doppio                       | Brian Gottfried 6-1 6-4 6-0                    | Bill Scanlon                      | Henri Leconte Mike De Palmer    | Corrado Barazzutti Marcos Hocevar Stan Smith João Soares    |
| 18 ottobre | Vienna Open 1982 Vienna, Austria Cemento indoor – 100 000 $ – S32/D16 Singolare - Doppio                       | Henri Leconte Pavel Složil 6–1, 7–6            | Mark Dickson Terry Moor           | Henri Leconte Mike De Palmer    | Corrado Barazzutti Marcos Hocevar Stan Smith João Soares    |
| 25 ottobre | Cologne Grand Prix 1982 Colonia, Germania Cemento indoor – 75 000 $ – S32/D16 Singolare - Doppio               | Kevin Curren 2-6 6-2 6-3                       | Shlomo Glickstein                 | Jan Gunnarsson Mark Dickson     | Freddie Sauer Nick Saviano Russell Simpson Tomáš Šmíd       |
| 25 ottobre | Cologne Grand Prix 1982 Colonia, Germania Cemento indoor – 75 000 $ – S32/D16 Singolare - Doppio               | José Luis Damiani Carlos Kirmayr 6–2, 3–6, 7–5 | Hans-Dieter Beutel Christoph Zipf | Jan Gunnarsson Mark Dickson     | Freddie Sauer Nick Saviano Russell Simpson Tomáš Šmíd       |
| 25 ottobre | Tokyo Indoor 1982 Tokyo, Giappone Sintetico indoor – 300 000 $ – S32/D16 Singolare - Doppio                    | John McEnroe 7-6 7-5                           | Peter McNamara                    | Mark Edmondson Vitas Gerulaitis | Steve Denton Pat Du Pré Brian Teacher Robert Van't Hof      |
| 25 ottobre | Tokyo Indoor 1982 Tokyo, Giappone Sintetico indoor – 300 000 $ – S32/D16 Singolare - Doppio                    | Tim Gullikson Tom Gullikson 6-4, 3-6, 7-6      | John McEnroe Peter Rennert        | Mark Edmondson Vitas Gerulaitis | Steve Denton Pat Du Pré Brian Teacher Robert Van't Hof      |
| 25 ottobre | Paris Open 1982 Parigi, Francia Cemento indoor – 75 000 $ – 32S/16D Singolare - Doppio                         | Wojciech Fibak 6-2 6-2 6-2                     | Bill Scanlon                      | Brian Gottfried Marcos Hocevar  | Guy Forget Stan Smith Jay Lapidus Adriano Panatta           |
| 25 ottobre | Paris Open 1982 Parigi, Francia Cemento indoor – 75 000 $ – 32S/16D Singolare - Doppio                         | Brian Gottfried Bruce Manson 6–4, 6–2          | Jay Lapidus Richard Meyer         | Brian Gottfried Marcos Hocevar  | Guy Forget Stan Smith Jay Lapidus Adriano Panatta           |

### Novembre
| Settimana   | Torneo | Vincitore                                   | Finalista                         | Semifinalisti                     | Eliminati ai quarti                                                |
| ----------- | --- | ------------------------------------------- | --------------------------------- | --------------------------------- | ------------------------------------------------------------------ |
| 1º novembre | Hong Kong Open 1982 Hong Kong, Hong Kong Cemento – 100 000 $ – S32/D16 Singolare - Doppio                    | Pat Du Pré 6-3 6-3                          | Morris Strode                     | Tim Wilkison Brad Gilbert         | Tom Cain Roland Stadler Mike Bauer Marty Davis                     |
| 1º novembre | Hong Kong Open 1982 Hong Kong, Hong Kong Cemento – 100 000 $ – S32/D16 Singolare - Doppio                    | Charles Strode Morris Strode 6–4, 3–6, 6–2  | Kim Warwick Van Winitsky          | Tim Wilkison Brad Gilbert         | Tom Cain Roland Stadler Mike Bauer Marty Davis                     |
| 1º novembre | Quito Open 1982 Quito, Ecuador Terra rossa – 75 000 $ – S32/D16 Singolare - Doppio                           | Andrés Gómez 6-3 6-4                        | Loic Courteau                     | José Higueras Hans Gildemeister   | Alejandro Ganzábal Eddie Dibbs Ricardo Ycaza Cássio Motta          |
| 1º novembre | Quito Open 1982 Quito, Ecuador Terra rossa – 75 000 $ – S32/D16 Singolare - Doppio                           | Jaime Fillol Pedro Rebolledo 6–2, 6–3       | Egan Adams Rocky Royer            | José Higueras Hans Gildemeister   | Alejandro Ganzábal Eddie Dibbs Ricardo Ycaza Cássio Motta          |
| 1º novembre | Stockholm Open 1982 Stoccolma, Svezia Cemento indoor – 300 000 $ – S64/D32 Singolare - Doppio                | Henri Leconte 7-6 6-3                       | Mats Wilander                     | Jay Lapidus Wojciech Fibak        | Harold Solomon Russell Simpson Shlomo Glickstein Erick Iskersky    |
| 1º novembre | Stockholm Open 1982 Stoccolma, Svezia Cemento indoor – 300 000 $ – S64/D32 Singolare - Doppio                | Jan Gunnarsson Mark Dickson 7–6, 6–7, 6–4   | Sherwood Stewart Ferdi Taygan     | Jay Lapidus Wojciech Fibak        | Harold Solomon Russell Simpson Shlomo Glickstein Erick Iskersky    |
| 8 novembre  | Grand Prix de Tennis de Toulouse 1982 Tolosa, Francia Cemento indoor – 75 000 $ – S64/D32 Singolare - Doppio | Yannick Noah 6-3 6-2                        | Tomáš Šmíd                        | Stanislav Birner Michael Westphal | Anders Järryd Magnus Tideman Shlomo Glickstein Stefan Simonsson    |
| 8 novembre  | Grand Prix de Tennis de Toulouse 1982 Tolosa, Francia Cemento indoor – 75 000 $ – S64/D32 Singolare - Doppio | Pavel Složil Tomáš Šmíd 6-4, 6-4            | Jean-Louis Haillet Yannick Noah   | Stanislav Birner Michael Westphal | Anders Järryd Magnus Tideman Shlomo Glickstein Stefan Simonsson    |
| 8 novembre  | ATP Taipei 1982 Taipei, Taiwan Sintetico indoor – 75 000 $ – S32/D16 Singolare - Doppio                      | Brad Gilbert 6-1 6-4                        | Craig Wittus                      | Guy Forget Tim Wilkison           | Robert Van't Hof Phil Dent Morris Strode Mike Leach                |
| 8 novembre  | ATP Taipei 1982 Taipei, Taiwan Sintetico indoor – 75 000 $ – S32/D16 Singolare - Doppio                      | Larry Stefanki Robert Van't Hof 6-3, 7-6    | Fred McNair Tim Wilkison          | Guy Forget Tim Wilkison           | Robert Van't Hof Phil Dent Morris Strode Mike Leach                |
| 8 novembre  | Wembley Championship 1982 Wembley, Gran Bretagna Sintetico indoor – 200 000 $ – S32/D16 Singolare - Doppio   | John McEnroe 6-3 6-2 6-4                    | Brian Gottfried                   | Steve Denton Vincent Van patten   | Henri Leconte Tomáš Šmíd Andrés Gómez Wojciech Fibak               |
| 8 novembre  | Wembley Championship 1982 Wembley, Gran Bretagna Sintetico indoor – 200 000 $ – S32/D16 Singolare - Doppio   | Peter Fleming John McEnroe 7-6, 6-4         | Heinz Günthardt Tomáš Šmíd        | Steve Denton Vincent Van patten   | Henri Leconte Tomáš Šmíd Andrés Gómez Wojciech Fibak               |
| 15 novembre | Ancona Open 1982 Ancona, Italia Sintetico indoor – 75 000 $ – S32/D16 Singolare - Doppio                     | Anders Järryd 6-3 6-2                       | Mike De Palmer                    | Bernie Mitton Hans Simonsson      | Vincent Van patten Mario Martínez Tim Gullikson Christoph Zipf     |
| 15 novembre | Ancona Open 1982 Ancona, Italia Sintetico indoor – 75 000 $ – S32/D16 Singolare - Doppio                     | Anders Järryd Hans Simonsson 6-4, 6-3       | Tim Gullikson Bernard Mitton,     | Bernie Mitton Hans Simonsson      | Vincent Van patten Mario Martínez Tim Gullikson Christoph Zipf     |
| 15 novembre | Bangkok Tennis Classic 1982 Bangkok, Thailandia Sintetico indoor – 85 000 $ – S32/D16 Singolare - Doppio     | Mike Bauer 6-1 6-2                          | Jim Gurfein                       | Zoltán Kuhárszky Peter Feigl      | Jonathan Canter Ramesh Krishnan Roland Stadler Marty Davis         |
| 15 novembre | Bangkok Tennis Classic 1982 Bangkok, Thailandia Sintetico indoor – 85 000 $ – S32/D16 Singolare - Doppio     | Mike Bauer John Benson 7–5, 3–6, 6–3        | Charles Strode Morris Strode      | Zoltán Kuhárszky Peter Feigl      | Jonathan Canter Ramesh Krishnan Roland Stadler Marty Davis         |
| 15 novembre | ATP San Paolo 1982 San Paolo, Brasile Terra rossa – 200 000 $ – S32/D16 Singolare - Doppio                   | José Luis Clerc 6-2 6-7 6-3                 | Marcos Hocevar                    | Andrés Gómez Carlos Kirmayr       | Hans Gildemeister Bernard Boileau Jairo Velasco, Sr. José Higueras |
| 15 novembre | ATP San Paolo 1982 San Paolo, Brasile Terra rossa – 200 000 $ – S32/D16 Singolare - Doppio                   | Carlos Kirmayr Cássio Motta 6-3, 6-1        | Peter McNamara Ferdi Taygan       | Andrés Gómez Carlos Kirmayr       | Hans Gildemeister Bernard Boileau Jairo Velasco, Sr. José Higueras |
| 22 novembre | Bahia Open 1982 Bahia, Brasile Sintetico – 75 000 $ – S32/D16 Singolare - Doppio                             | Jaime Fillol 7-6 6-4                        | Ricardo Acuña                     | Carlos Kirmayr Andy Andrews       | Rocky Royer José López Maeso Andy Kohlberg Egan Adams              |
| 22 novembre | Bahia Open 1982 Bahia, Brasile Sintetico – 75 000 $ – S32/D16 Singolare - Doppio                             | Givaldo Barbosa João Soares 7-6, 2-1 ritiro | Thomaz Koch Jose Schmidt          | Carlos Kirmayr Andy Andrews       | Rocky Royer José López Maeso Andy Kohlberg Egan Adams              |
| 22 novembre | South African Open 1982 Johannesburg, Sudafrica Cemento – 300 000 $ – S32/D16 Singolare - Doppio             | Vitas Gerulaitis 7-6 6-2 4-6 7-6            | Guillermo Vilas                   | Kevin Curren Andrés Gómez         | Brian Gottfried José Luis Clerc José Higueras Johan Kriek          |
| 22 novembre | South African Open 1982 Johannesburg, Sudafrica Cemento – 300 000 $ – S32/D16 Singolare - Doppio             | Brian Gottfried Frew McMillan 6-2, 6-2      | Shlomo Glickstein Andrew Pattison | Kevin Curren Andrés Gómez         | Brian Gottfried José Luis Clerc José Higueras Johan Kriek          |
| 29 novembre | Australian Open 1982 Melbourne, Australia Grande Slam Erba Singolare - Doppio                                | Johan Kriek 6-3 6-3 6-2                     | Steve Denton                      | Paul McNamee Hank Pfister         | Drew Gitlin Pat Cash Brian Teacher Sammy Giammalva                 |
| 29 novembre | Australian Open 1982 Melbourne, Australia Grande Slam Erba Singolare - Doppio                                | John Alexander John Fitzgerald 6–4, 7–6     | Andy Andrews John Sadri           | Paul McNamee Hank Pfister         | Drew Gitlin Pat Cash Brian Teacher Sammy Giammalva                 |

### Dicembre
| Settimana   | Torneo                                                                                               | Vincitore                                 | Finalista                     | Semifinalisti                 | Eliminati ai quarti                                       |
| ----------- | --- | ----------------------------------------- | ----------------------------- | ----------------------------- | --------------------------------------------------------- |
| 13 dicembre | New South Wales Open 1982 Sydney, Australia Erba – 125 000 $ – S64/D32 Singolare - Doppio            | John Alexander 4-6 7-6 6-4                | John Fitzgerald               | Sammy Giammalva Tim Wilkison  | Wally Masur Rick Meyer Francisco González Craig A. Miller |
| 13 dicembre | New South Wales Open 1982 Sydney, Australia Erba – 125 000 $ – S64/D32 Singolare - Doppio            | John Alexander John Fitzgerald 6-4, 7-6   | Cliff Letcher Craig A. Miller | Sammy Giammalva Tim Wilkison  | Wally Masur Rick Meyer Francisco González Craig A. Miller |
| 20 dicembre | South Australian Open dicembre 1982 Adelaide, Australia Erba – 75 000 $ – S32/D16 Singolare - Doppio | Mike Bauer 4-6 7-6 6-2                    | Chris Johnstone               | Pat Cash Broderick Dyke       | Bernie Mitton Rod Frawley Greg Whitecross Mike De Palmer  |
| 20 dicembre | South Australian Open dicembre 1982 Adelaide, Australia Erba – 75 000 $ – S32/D16 Singolare - Doppio | Pat Cash Chris Johnstone 6-3, 6-7, 7-6    | Broderick Dyke Wayne Hampson  | Pat Cash Broderick Dyke       | Bernie Mitton Rod Frawley Greg Whitecross Mike De Palmer  |
| 29 dicembre | Melbourne Outdoor 1982 Melbourne, Australia Erba – 75 000 $ – S32/D16 Singolare - Doppio             | Pat Cash 6-4 7-6                          | Rod Frawley                   | Jeff Borowiak Craig A. Miller | Hank Pfister Chris Lewis Mike Gandolfo Brad Drewett       |
| 29 dicembre | Melbourne Outdoor 1982 Melbourne, Australia Erba – 75 000 $ – S32/D16 Singolare - Doppio             | Francisco González Matt Mitchell 7-6, 6-3 | Syd Ball Rod Frawley          | Jeff Borowiak Craig A. Miller | Hank Pfister Chris Lewis Mike Gandolfo Brad Drewett       |

### Gennaio 1983
| Settimana  | Torneo                                                                                            | Vincitore                          | Finalista                     | Semifinalisti                 | Eliminati ai quarti                                   |
| ---------- | ------------------------------------------------------------------------------------------------- | ---------------------------------- | ----------------------------- | ----------------------------- | ----------------------------------------------------- |
| 18 gennaio | Volvo Masters 1982 New York, Stati Uniti Sintetico indoor – 400 000 $ – S12/D6 Singolare - Doppio | Ivan Lendl 6-4 6-4 6-2             | John McEnroe                  | Jimmy Connors Guillermo Vilas | Johan Kriek Yannick Noah José Luis Clerc Andrés Gómez |
| 18 gennaio | Volvo Masters 1982 New York, Stati Uniti Sintetico indoor – 400 000 $ – S12/D6 Singolare - Doppio | Peter Fleming John McEnroe 7-5 6-3 | Sherwood Stewart Ferdi Taygan | Jimmy Connors Guillermo Vilas | Johan Kriek Yannick Noah José Luis Clerc Andrés Gómez |